# St. Cornelius (St. Tönis)

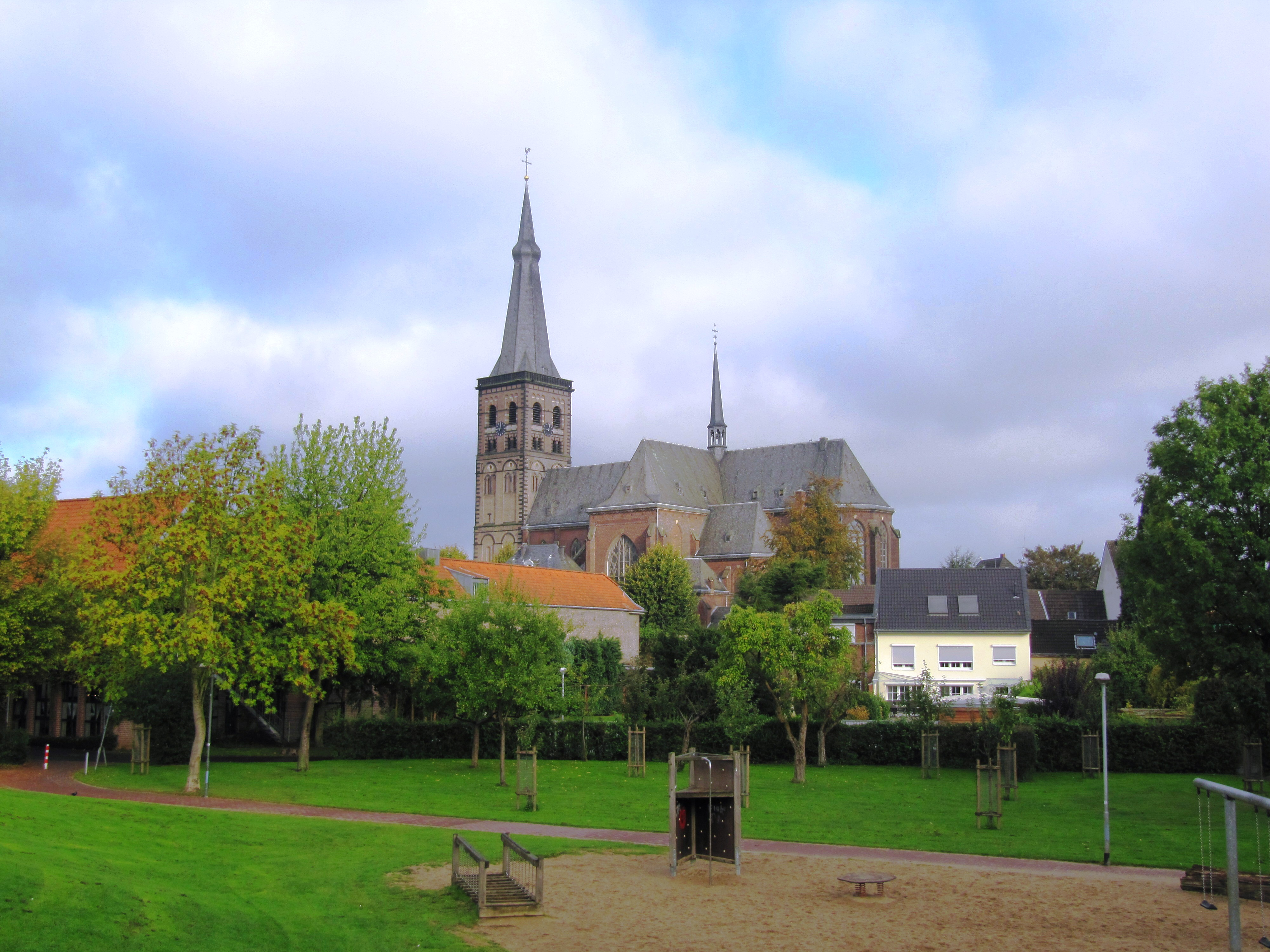
St. Cornelius in St. Tönis

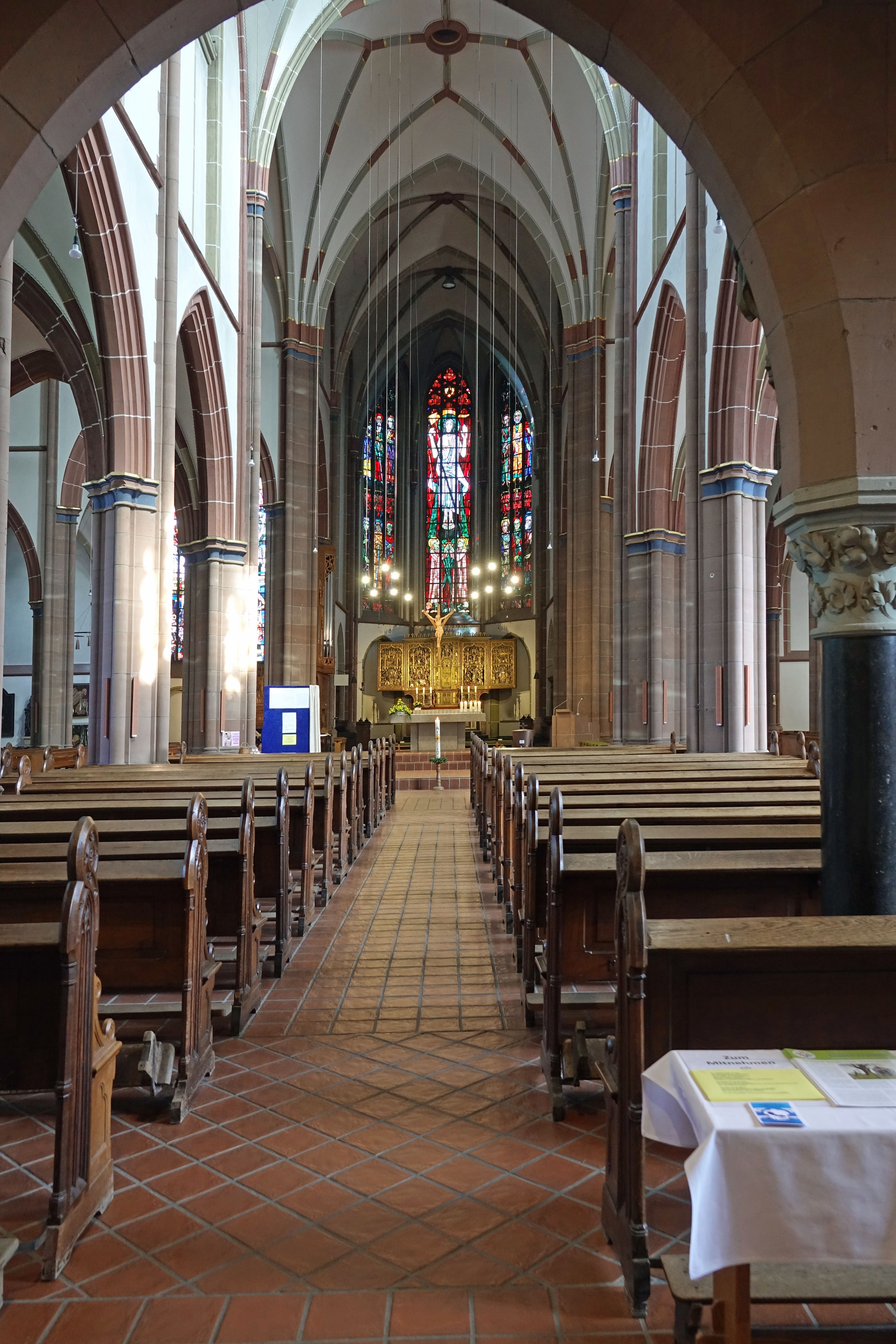
Innenraum

St. Cornelius ist eine römisch-katholische Pfarrkirche in St. Tönis, einem Stadtteil von Tönisvorst im Kreis Viersen in Nordrhein-Westfalen. Die Kirche ist unter Nummer 46 in die Liste der Baudenkmäler in Tönisvorst eingetragen, steht unter dem Patronat des hl. Cornelius und des hl. Antonius von Padua und wurde zwischen 1882 und 1904 nach Plänen von Heinrich Wiethase und Edmund Renard errichtet.
Zur Pfarre zählen neben St. Tönis auch Hasenheide, Hotes, Laschenhütte, Steinheide, Stock, Tack, Unterweiden und Benrad.

## Geschichte
St. Tönis gehörte ursprünglich zur Pfarre St. Mariä Geburt Kempen und verfügte zunächst über kein Gotteshaus. Dies änderte sich im Jahr 1380, als der Kölner Erzbischof Friedrich III. von Saarwerden mit Urkunde vom 10. September den Bau einer Kapelle und die Anlegung eines Friedhofes in St. Tönis genehmigte. Die im Verlauf der 1390er Jahre erbaute Kapelle erhielt 1483 einen Glockenturm. Im Jahr 1554 endete die Zugehörigkeit zu Kempen, St. Tönis wurde eigenständige Pfarrei und die Kapelle zugleich Pfarrkirche. 
Durch Kriegseinwirkungen stürzte der Glockenturm 1585 ein und zog auch die restliche Kirche stark in Mitleidenschaft. Erst 1619 wurde ein neuer Kirchturm erbaut, der aber bereits 1642 im Dreißigjährigen Krieg erneut in Brand gesetzt wurde, ebenso wie das gesamte Kirchengebäude. Während das Kirchenschiff anschließend wiederhergestellt werden konnte, wurde der Turm mit einem Notdach versehen. Erst 1851 erhielt der Turm wieder einen richtigen Turmhelm. 
Ende des 19. Jahrhunderts wurde die Kirche deutlich zu klein für die angewachsene Bevölkerungszahl. Daher beschloss der Kirchenvorstand den Abriss des Kirchenschiffes und einen Neubau unter Einbezug des Glockenturmes. Zu den Planungen der neuen Pfarrkirche wurde der Kölner Architekt Heinrich Wiethase beauftragt. Zunächst wurde nur der alte Chor abgerissen und an dessen Stelle von 1882 bis 1885 das heutige Querschiff, der Chor und die Sakristeien erbaut. Der Abriss des restlichen Kirchenschiffes erfolgte 1903. Daraufhin wurde bis 1904 das heutige Langhaus errichtet. Da Heinrich Wiethase bereits 1893 verstarb, übernahm sein Neffe Edmund Renard die weitere Planung und Ausführung. Neben dem Bau des Langhauses wurde der Glockenturm nach den Plänen Renards um ein Geschoss erhöht. Am 16. Oktober 1904 benedizierte der damalige Pfarrer Johannes Lepers die nun vollendete Kirche.
Im Zweiten Weltkrieg wurde der Bau am 6. Juni 1942 durch Bombardierung stark beschädigt. Bis 1954 konnten die Schäden beseitigt und der Bau in alter Form wiederhergestellt werden, die Leitung der Arbeiten hatte Architekt Hannes Martens.

## Baubeschreibung
St. Cornelius ist eine dreischiffige Basilika aus Backsteinen mit Querschiff, Chor und vorgebautem Westturm. der Innenraum wird von Kreuzrippengewölben überspannt, über der Vierung erhebt sich ein schlanker Dachreiter. 

## Ausstattung

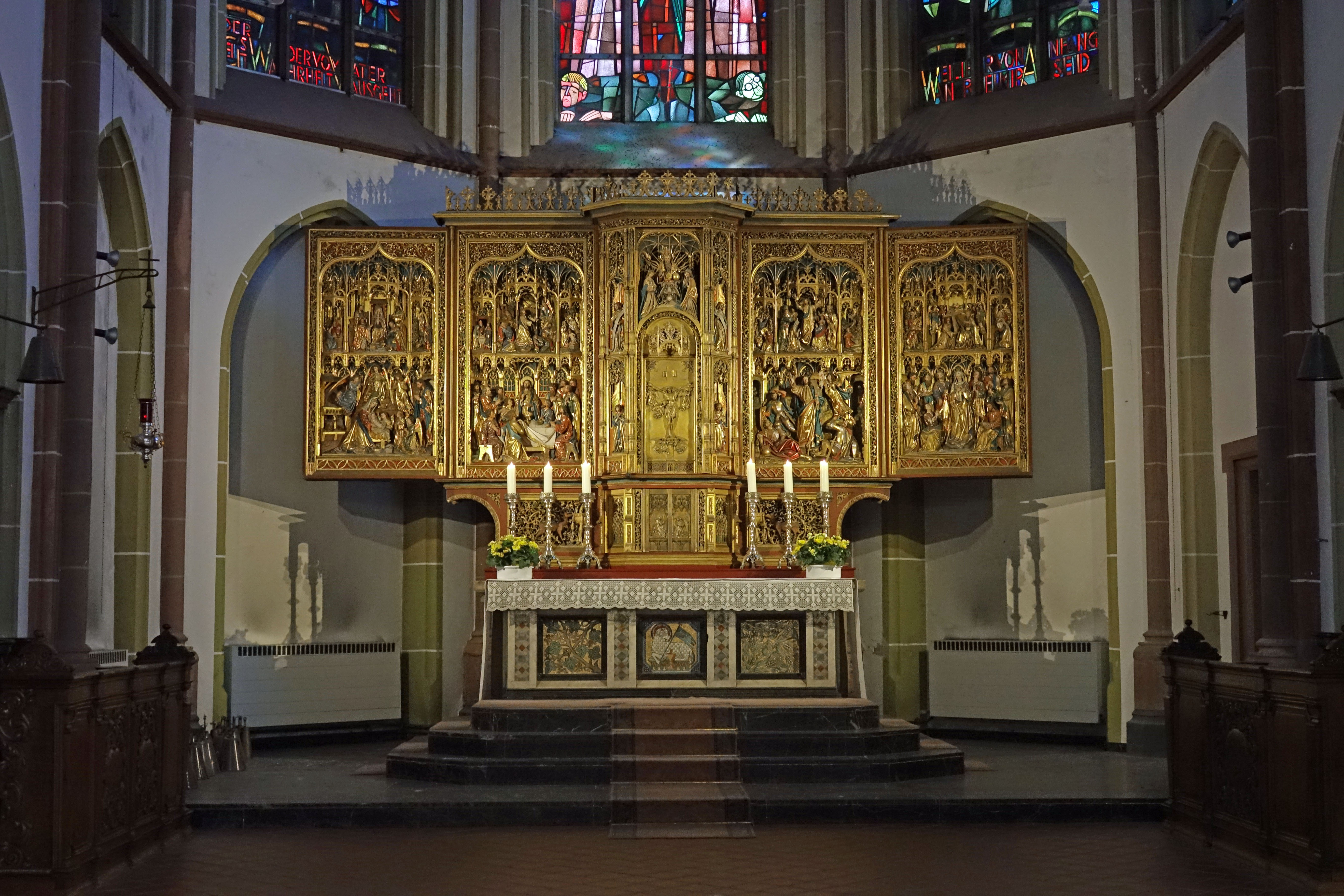
Hochaltar

In der Kirche befinden sich drei reichgeschnitzte Altäre aus der Bauzeit, die nach Entwürfen von Heinrich Wiethase angefertigt sind. Der Hochaltar ist ein Flügelaltar und wurde 1905 in der Werkstatt von Ferdinand Langenberg angefertigt. Die Nebenaltäre stammen aus gleicher Zeit. Die Orgel ist ein Werk von Mönch Orgelbau aus dem Jahr 1986. Das Instrument verfügt über eine mechanische Traktur und 23 Register.

## Pfarrer
Folgende Priester wirkten bislang als Pfarrer an St. Cornelius:
- 1921–1936: Max Sanders
- 1936–1937: Hubert Scholl
- 1937–1943: Richard Schulte
- 1943–1967: Wilhelm Giesenfeld
- 1967–1977: Peter Harperscheidt
- 1977–1989: Benno Chrubasik
- 1989–2008: Josef Beenen
- 2008–2017: Ludwig Kamm
- Seit 2017: Thomas Eicker